# The Great Divide (pel·lícula de 1925)
The Great Divide és una pel·lícula muda produïda per la MGM, que fou dirigida per Reginald Barker i protagonitzada per Alice Terry, Conway Tearle i Wallace Beery. Basada en la peça teatral homònima de William Vaughn Moody, es va estrenar el 15 de febrer de 1925. Es conserva una còpia al Cinemateket-Svenska Filminstitutet d'Estocolm.

## Argument
Sola i desprotegida en una cabana aïllada al desert, Ruth Jordan és descoberta per tres bruts borratxos (Stephen Ghent, Shorty i Dutch) que comencen a jugar-se-la. Desesperada, apel·la a Stephen Ghent, el menys degradat dels borratxos, prometent-li que es casarà amb ell si la salva dels altres. Ghent la compra a Shorty amb una cadena de pepites d'or i deixa a Dutch sense sentit fent que Shorty se l'endugui. Aleshores porta Ruth a la ciutat on l'obliga a casar-se amb ell. Durant els tres dies que travessa el desert fins a la mina d’or de Ghent, la idealista Ruth veu que és un home de fortes passions. Més tard Ruth és localitzada pel seu germà i torna amb ell al seu ranxo. En haver-se enamorat de Ruth, Ghent va a buscar-la però ella es nega a tornar amb ell i estant a punt de donar a llum un fill es molt malalta. Ghent viatja a un poble llunyà i aconsegueix un metge. En el viatge de tornada, el cavall del metge cau i Stephen li dona la seva muntura, posant-se en perill per una inundació. Ruth dona a llum el seu fill i després s’assabenta del sacrifici heroic de Ghent. Aleshores s’adona que l'estima i es reconcilien.

## Repartiment
- Alice Terry (Ruth Jordan)
- Conway Tearle (Stephen Ghent)
- Wallace Beery (Dutch)
- George Cooper (Shorty)
- Huntley Gordon (Philip Jordan)
- Allan Forrest (Dr. Winthrop Newbury)
- ZaSu Pitts (Polly Jordan)
- William Orlamond (Lon)